# Olivier Husset
 (avril 2015).
Olivier Husset, né le 2 janvier 1973 à Bourges, est un arbitre de football français. Il est arbitre Fédéral F2 et licencié à la Ligue du Centre.
Il officie notamment pour des rencontres de Ligue 2.
| Saison    | Compétitions      | Nbre de matchs | Cartons jaunes | Cartons rouges |
| --------- | ----------------- | -------------- | -------------- | -------------- |
| 2008-2009 | Ligue 2           | 6              | 22             | 1              |
| 2008-2009 | Coupe de la Ligue | 1              | 4              | 0              |

Il a pris sa retraite d'arbitre  en 2017 à  l'âge de 44 ans.